# Ivan Jadėška
Ivan Ivanavič Jadėška (in bielorusso Іван Іванавіч Ядэшка?; Scjacki, 25 marzo 1945) è un ex cestista e allenatore di pallacanestro sovietico.

## Carriera
Ha militato per la gran parte della sua carriera nel CSKA di Mosca, dopo i primi anni allo Spartak di Minsk. Nella Nazionale di pallacanestro dell'Unione Sovietica vinse la medaglia d'oro alle Olimpiadi di Monaco di Baviera del 1972 in una famosa finale contro gli Stati Uniti d'America. In particolare fu l'autore dell'ultimo passaggio lunghissimo per Aleksandr Belov, rivelatosi decisivo, che in Unione Sovietica venne definito il "passaggio d'oro".

## Palmarès
- Campionato sovietico: 8

CSKA Mosca: 1970-71, 1971-72, 1972-73, 1973-74, 1975-76, 1976-77, 1978-79, 1979-80
- Coppa dei Campioni: 1

CSKA Mosca: 1970-71